# Magallón
Magallón è un comune spagnolo di 1 177 abitanti situato nella comunità autonoma dell'Aragona.